# Меглинский, Никита Игоревич
Ники́та Игоревич Меглинский (5 января 1995, Саратов, Россия) — российский футболист, полузащитник финского клуба ОПС.

## Биография
Родился в Саратове в 1995 году. В возрасте трёх лет переехал с семьёй в Англию. Первая футбольная команда — «Милтон-Кинс Уондерерз» (англ. MK Wanderers FC), которая выступала в первой лиге графства Бедфордшир. В Англии провёл более десяти лет, после чего его отец получил приглашение преподавать в новозеландском Университете Отаго.
В Новой Зеландии дебютировал в «Данидин Техникал» (англ. Dunedin Technical) на молодёжном уровне в 2009 г. Дважды, в 2011  и в 2012  гг, в составе юношеской команды Новой Зеландии принимал участие в международном юношеском футбольном турнире «Молочный кубок» (англ. Milk Cup), с 2015 известном как Суперкубок NI (англ. SuperCupNI). С 2011 в составе молодёжной команды «Саутерн Юнайтед» (англ. Southern United FC) участвует в чемпионате Новой Зеландии по футболу, известного также как Bысшая лига АСБ - Bысшая лига Новой Зеландии. Автор лучшего гола в решающем для команды мачте с «Нельсон Фалконс» (англ. Nelson Falcons), забитым на 12-й минуте . В 2014 приглашён в состав основной команды «Саутерн Юнайтед» . Будучи самым молодым игроком участвовал в трёх играх команды в 2014-2015 г. В 2015 капитан команды«Грин Айленд» (англ. Green Island FC), выступающей в Чемпионате Южного Острова Новой Зеландии (англ. FootballSouth Premier League) .
В конце 2015-го семья переезжает в Финляндию. 1 января 2016 Меглинский подписал контракт с клубом третьей лиги Финляндии «ОПС» (англ. Oulun Palloseura (OPS)), который стал победителем лиги Какконен (фин. Kakkonen) и перешел на следующий уровень Юккёнен (фин. Ykkönen). По окончании сезона стал свободным агентом, в августе 2017 подписал контракт с клубом «Пеймари Юнайтед».

## Семья
Отец Игорь Меглинский работает профессором сразу в нескольких университетах мира, преподаёт лазерную физику. Мать — преподаватель в школе бизнеса.